# Chapelle de l'aéroport de Paris-Orly
La chapelle de l'aéroport de Paris-Orly est un lieu de culte situé dans la commune d'Orly.
Cette chapelle a une vocation œcuménique. Deux aumôniers en ont la charge à temps partiel : un aumônier protestant et un aumônier catholique.
Elle est située au second niveau du hall de l’aérogare Orly 4, anciennement Orly-Sud. Son architecture n’a pas été modifiée malgré les nombreuses transformations qu’a subi l’aérogare depuis son édification. Elle est située de telle manière que des personnes se trouvant hors douane et sous douane peuvent suivre les offices qui y sont célébrés. La salle dont le plan épouse la forme d’une ellipse, est divisée par une vitre qui traverse la table d’autel.
Il existe, par ailleurs, une salle de prière inter-religieuse à Orly 1 - Orly 2.